# 矢野照正
矢野 照正（やの てるまさ、1943年11月30日 - ）は、日本中央競馬会（JRA）・美浦トレーニングセンターに所属していた元調教師で元騎手。宮崎県出身。
1962年に中央競馬で騎手デビューし、引退する1980年までに重賞5勝を含む199勝を挙げた。
1983年より調教師として開業。主な管理馬に1991年の天皇賞・秋優勝馬プレクラスニーやテンジンショウグン、マーベラスタイマーなどがいる。
息子は調教師の矢野英一である。

## 経歴
9人兄弟の8番目として生まれ、兄の勧めで馬事公苑を受験し合格。同期には郷原洋行、中島啓之などがいる。
騎手候補生として東京競馬場の 阿部正太郎厩舎に所属し、1962年に騎手デビュー。
騎手時代は兄弟子に加賀武見がおり、その影響もあり勝ち星をあまり伸ばすことができなかった。
1983年に2回目の調教師試験で合格し、騎手を引退した。
調教師時代は、年間10〜20勝をコンスタントに挙げ、1985年には重賞初勝利を同日に別競馬場で同時に勝つという離れ業を成し遂げた。
1991年にはシャコーグレイドで皐月賞2着。プレクラスニーが重賞連勝して臨んだ天皇賞（秋）でメジロマックイーンの降着もあり優勝（詳細は第104回天皇賞を参照）。騎手時代に果たせなかったG1級の勝利を達成した。
また1994年には、シャコーグレイドが同期の2冠馬トウカイテイオーの引退式当日に約4年ぶりの勝利を挙げ、騎手時代に1勝届かなかった通算200勝を達成した。
2014年に定年となり調教師引退。

## 成績

### 騎手成績
| 通算成績 | 1着 | 2着 | 3着 | 騎乗数 | 勝率 | 連対率 |
| -------- | --- | --- | --- | ------ | ---- | ------ |
| 平地     | 193 | 218 | 199 | 2093   | .092 | .196   |
| 障害     | 6   | 3   | 3   | 29     | .207 | .310   |
| 計       | 199 | 221 | 202 | 2122   | .094 | .198   |

|            | 日付           | 競走名             | 馬名           | 頭数 | 人気 | 着順 |
| ---------- | -------------- | ------------------ | -------------- | ---- | ---- | ---- |
| 初騎乗     | 1962年4月28日  | -                  | キングハルオー | -    | -    | 8着  |
| 初勝利     | 1962年9月8日   | -                  | トキヤベビー   | -    | -    | 1着  |
| 重賞初騎乗 | 1964年6月7日   | アラブ大障害（春） | トキノヒカリ   | 7頭  | 7    | 4着  |
| 重賞初勝利 | 1966年12月18日 | 愛知杯             | パラデイン     | 6頭  | 2    | 1着  |
| GI級初騎乗 | 1969年5月18日  | 優駿牝馬(オークス) | グローブターフ | 9頭  | 9    | 7着  |

#### 主な騎乗馬
※括弧内は騎乗時の優勝重賞競走
- パラデイン（1966年愛知杯）
- ダッシュリュー（1971年福島記念）
- タケクマヒカル（1974年京王杯SH、日本経済賞、毎日王冠）

### 調教師成績
| 通算成績 | 1着 | 2着 | 3着 | 騎乗数 | 勝率 | 連対率 |
| -------- | --- | --- | --- | ------ | ---- | ------ |
| 平地     | 374 | 368 | 390 | 5222   | .072 | .142   |
| 障害     | 39  | 30  | 21  | 334    | .117 | .207   |
| 計       | 413 | 398 | 411 | 5556   | .094 | .198   |

|            | 日付           | 競走名       | 馬名               | 頭数 | 人気 | 着順 |
| ---------- | -------------- | ------------ | ------------------ | ---- | ---- | ---- |
| 初出走     | 1983年10月8日  | -            | ゲイリープリンス   | -    | -    | 4着  |
| 初勝利     | 1983年12月18日 | -            | ランカスターロード | -    | -    | 1着  |
| 重賞初出走 | 1984年7月8日   | 七夕賞       | イナノラバージョン | 16頭 | 10   | 7着  |
| 重賞初勝利 | 1985年11月17日 | 福島記念     | ブラックスキー     | 12頭 | 1    | 1着  |
| GI初出走   | 1985年4月14日  | 皐月賞       | ブラックスキー     | 22頭 | 5    | 4着  |
| GI初勝利   | 1995年10月27日 | 天皇賞（秋） | プレクラスニー     | 18頭 | 3    | 1着  |

#### 主な管理馬
※括弧内は管理下での主な重賞競走実績。
- ブラックスキー（1985年 福島記念、1986年新潟記念）
- イナノラバージョン（1985年 アルゼンチン共和国杯）
- ビンチトール（1986年 タマツバキ記念）
- ウィニングスマイル（1988年 根岸ステークス、1989年 スプリンターズステークス）※当時のスプリンターズステークスはGII
- シャコーグレイド（1991年 皐月賞2着）
- プレクラスニー（1991年 天皇賞・秋、毎日王冠、エプソムカップ）
- テンジンショウグン（1998年 日経賞）
- マーベラスタイマー（1999年 アルゼンチン共和国杯、2000年日経新春杯）

## 主な厩舎所属者
※太字は門下生。括弧内は厩舎所属期間と所属中の職分。
- 大江原哲（1993年4月-1995年10月 騎手）
- 江田勇亮（1997年-2002年 騎手）
- 矢野英一（1997年10月-1998年6月 調教厩務員、1998年6月-2008年 調教助手）
- 竹内正洋（2006年11月-2014年2月 調教助手）